# سيرجيو ليفينغستون
سيرجيو ليفينغستون (بالإسبانية: Sergio Livingstone)‏ (مواليد 26 مارس 1920) هو لاعب كرة قدم. يلعب مع منتخب تشيلي لكرة القدم. سبق له أن لعب في كأس العالم لكرة القدم مع منتخب بلاده.

## روابط خارجية
- سيرجيو ليفينغستون على موقع الاتحاد الدولي (مؤرشف)  (الإنجليزية)
- سيرجيو ليفينغستون على موقع قاعدة بيانات كرة القدم.إي يو (الإنجليزية)
- سيرجيو ليفينغستون على موقع ناشيونال فوتبول تيمز (الإنجليزية)
- سيرجيو ليفينغستون على موقع Soccerway.com (الإنجليزية)
- سيرجيو ليفينغستون على موقع عالم كرة القدم.نت (الإنجليزية)